# 横須賀サーベルタイガー
横須賀サーベルタイガー（よこすかサーベルタイガー、SAVER TIGER）は、過去に存在した日本のアマチュアバンド。X JAPANのHIDEが主宰していたことで知られる。

## 来歴

### 結成〜初LIVE
1981年にHIDEが高校2年の後期に結成。当時のバンドの名前は「SABER TIGER」であった。

### 第3〜4期
幾度のメンバーチェンジをしながらも第3期のメンバーで、ソノシート「SABER TIGER」をリリース。その後、同メンバーで『HEAVY METAL FORCE III』に参加した。曲はVAMPIRE。このアルバムには後にHIDEが加入することになるXも参加している。
第3期の頃の一番のイベントは横須賀市文化会館で夏に行われた「BREAK OUT THE ROCK」。HIDEプロデュースで、その年の勢いのあるロックバンドが多数出演した。トリがSABER TIGER。
ギターのNickが脱退し、第4期ギタリストとして「BREAK OUT THE ROCK」にも出演したLAFERIAのREMが加入。そして『Devil Must Be Driven Out with Devil』に参加した。曲は「DEAD ANGLE」と「EMARGENCY EXPRESS」。ギターソロは「DEAD ANGLE」はREM、「EMARGENCY EXPRESS」はHIDE。2曲ともHIDE作曲で当時からツインギターを意識した構成になっている。この頃の主な活動の場は横須賀ドブ板ROCK CITY、神楽坂EXPLOSION、目黒鹿鳴館など。

### 第5期
音楽性や練習方法など初期メンバーとの方向性の違いで、1986年1月31日の鹿鳴館を最後にバンドは活動停止。一旦解散するが、HIDEとREMで新しい音楽性を試みるため心機一転、メンバー探しに入る。
元DEATH WISHのKOUSUKEがドラマーとして加入。HIDEが“Kill with Power”というサブネームを命名。ベーシストに元ACEのTOKIHIKO（解散後DEMENTIA→EMPEROE）が、DEAD WIREのKYOがボーカリストとして加入。これで第5期新生SAVER TIGERとしての基盤が固まる。第5期以前と一番変わった事は練習方法で、週2〜3回、夜22時〜4時、または24時〜6時の深夜パックを使ってのリハーサルであった。そのためドラムの“Kill with Power”KOUSUKEはスタジオリハにもかかわらず、携帯用酸素ボンベが必要なほどであった。その頃、1人住まいだったREMのアパートをサーベルの事務所として使っており、スタジオリハーサル以外の日はHIDEとREMで作曲活動の日々であった。そこから生まれた作品が「19」「SADISTIC EMOTION」「SPADY MADIK」「SALUCOFAGOS」「M・O・J」などである。

### 絶頂期〜解散へ
1986年、札幌にSABER TIGERと言う同名のバンドがいることが判明したため、バンド名を「SAVER TIGER」に変更。神奈川歯科大学学園祭出演を最後に“Kill with Power”KOUSUKEが脱退。新ドラマーとしてTETSUが加入し、バンドの知名度も上がってくる。以降、関東近郊で精力的な活動を行なっていった。
1987年1月4日の大宮フリークスでのブッキングの話があった時にREMの身内の不幸の為、ライブに参加出来ない事をメンバーに説明。その日のライブの重要性からライブは決行したいとのメンバーの要望もあり、HIDEとREMとで話し合い、当時REMの後輩で専属ローディだったギタリストでもあるシンが、影武者としてステージ脇で演奏のみ参加する事となった。サーベルフリークでもあったシンは普段からサーベルの曲をコピーしていたので緊張はしたものの、なんとか形になった。この時、HIDEはライブ前日徹夜で練習してREMのパートを無難にこなしたシンを褒め称え、後日焼肉を好きなだけ奢るようREMに伝えたと言う。その事が発端となり、バンド第一優先と考えていたTETSUがバンド自体に疑問を持ち、音楽性の違いも相まって他のバンドに引きぬかれる形で脱退した。過去に何度も親友と呼べる友人達をバンドの方向性やテクニック重視という理由で、影で涙を流すこともあったほどの覚悟でメンバーチェンジを繰り返してきたHIDEにとって、やっと先が見えてきた矢先のドラマーの脱退で、落胆の度合は激しく一時は音楽を辞めようかと口にしたほどだった。メンバー達も現メンバーが最高だったことを自負していたので、新たなメンバーの補充は行なわず1987年1月28日、目黒鹿鳴館のコンサートを最後に解散した。

### 解散後の活動
解散後、メンバーはそれぞれの活動に移る。HIDEは音楽から手を引き、美容師に戻る事も考えたが、当時親交のあったX（後のX JAPAN）のYOSHIKIに誘われ、Xに加入。
KYOはBa-Rraを結成。その後、TETSUの誘いでD'ERLANGERへ。TETSUはMEPHISTOPHELESに加入するが、バンドが突然解散することになり、その後D'ERLANGERへ加入。
中学生時代からその才能を開花させて、地元横須賀では知る人ぞ知る存在だったベースのTOKIHIKOは、その後DEMENTIA-EMPERORで活動するが、1995年8月15日にバイク事故で他界した。
当時「X」はギター1人の4人編成で、サーベル時代からツインギターでやってきたHIDEはYOSHIKIに嘆願、もう一人のギタリストとしてREMを推薦する。ツインギタリストに関してYOSHIKIから一任されたHIDEは元相方のREMに声をかける。京浜急行電鉄・横須賀中央駅裏のMORE'Sが建つ以前、HIDEが働いていた美容室がその辺りにあり、時々美容室を訪れていたREMをその日隣の空き地に呼び出し、もう一度一緒にやらないかと誘った。当時、歯医者になるための歯科大学に通っていたREMはプロを目指したサーベルの解散で少なからずとも罪の意識もあり、丁重に断りの言葉を述べ、その後歯科医へと進路を変える事となる。

### 再起動
解散後、毎月のように交流のあったHIDEとREMであるが、かねてからのHIDEの推奨で音楽活動を再開したREMが1998年、REMを中心にベースJAM、ドラマー"Kill with Power"KOUSUKEの3人で第7期サーベルタイガーとして再結成し、HIDEからの提案でバンド名を「横須賀SAVER TIGER」に変更。
ボーカリストを探しながら横浜関内スタジオ24（6月にHIDEも遊びに来る予定だった）にて地道にリハーサルを続けていた矢先、不慮の事故でHIDEが他界。一時活動停止するもHIDEの意思を継ぐ意味で活動再開。サポートボーカルにACEのOMI（TorN）を迎えその後、JAMの高校時代の友人のTONYが新ボーカリストとして加入し、自身初のアルバムをリリースした。タイトルは『YOKOSUKA SAVER TIGER』。
HIDEが亡くなった5月2日、たまたまREMが勤務していた歯科診療所にTONYが訪れており、友人からの悲報にパニックになったREMをHIDEが居る場所まで車で連れて行った。関西ツアーなどもこなし順調に活動していた頃、バンドの方向性やマネージャーとの意見の食い違いで横浜BAY HALL LIVEを最後にTONY脱退。その後、最後のボーカリストHIDEYUKIがオーディションで加入。オリジナル自主制作CD『UNDER THE VEIL』を発表。
この頃はバンド名やHIDEとのつながりに頼らず、自分たちのカラーを出すためにオリジナル曲の作曲活動が中心で、リハや録音の日々以外ツアーも含めてライブを精力的にこなし、純粋にバンドを応援してくれるファンも増え2001年まで活動を続けたが、徐々にバンド名に対して多方面からクレームが付き始め、バンド名自体非常にデリケートでオフィシャルな意味合いが強くなり活動範囲が狭まり自然消滅的に活動休止。
HIDEが作ったHIDEが愛したサーベルタイガーというバンドとその作品を忘れられないよう、純粋な気持ちと使命感で続けてきた活動が終わりを告げ、HIDEが亡くなって数年後、バンドは完全にNGになった。
活動休止後、様々なバンドに参加していたREMは、2007年正式にオリジナルバンド「EYEZAX」を立ち上げ活動中。
"Kill with Power"KOUSUKEは再結成当初、サポートボーカルを務めたOMIが立ち上げたバンドTorNのドラマーとしてインディーズデビュー、国内外のライブで活躍後脱退。フリーとなる。
JAMは時々サポートベーシストとしてイベントに参加、2012年自分のバンドを立ち上げた。
HIDEYUKIはバーのオーナーとなり、ボーカリストとしても定期的にイベントへ出演する。2009年、NICKの呼びかけによりROLLYと共に「SABER TIGER with FRIENDS」としてYOKOHAMA 7th AVENUEにて一夜限りの再結成（的）LIVEを行う。hideの死後、公式に行われた再結成LIVEはこれのみである。
2018年5月3日にBREAK OUT THE ROCK（横須賀ヤンガーザンイエスタディ）というイベントに「横須賀サーベル・タイガー & Friend's」として歴代メンバーが集結してライブを行う予定

## 概要
かつて、X JAPANのHIDEやD'ERLANGERのKYO、TETSUが在籍していた神奈川県横須賀市で結成されたバンド。
|     | 活動期間     | ボーカル           | ギター | ギター                            | ベース                               | ドラム                   | リリース |
| --- | ------------ | ------------------ | ------ | --------------------------------- | ------------------------------------ | ------------------------ | --- |
| 1期 | 1981 ～ 1986 | Michael            | HIDE   | Nick                              | Tetsu                                | Ken                      | |
| 2期 | 1981 ～ 1986 | Takk               | HIDE   | Nick                              | Tetsu                                | Ken                      | |
| 3期 | 1981 ～ 1986 | Rolly              | HIDE   | Nick                              | JAM(JIMMY)                           | Ken                      | SABER TIGER (ソノシート、1985年7月発売、EXPLOSION) HEAVY METAL FORCE III (1985年11月、EXPLOSION)                                                |
| 4期 | 1981 ～ 1986 | Rolly              | HIDE   | REM (ex.LAFERIA 現.ZIOHM,Insfeel) | JAM(JIMMY)                           | Ken                      | Devil Must Be Driven Out with Devil (1986年、VAP) Origin of hide yokosuka SAVER TIGER vol.3 (2001年2月21日、日本クラウン)                       |
| 5期 | 1986 ~ 1987  | KYO (ex.DEAD WIRE) | HIDE   | REM (ex.LAFERIA 現.ZIOHM,Insfeel) | TOKIHIKO (ex.ACE 後DEMENTIA-EMPEROR) | KOUSUKE(KILL with Power) | Origin of hide yokosuka SAVER TIGER vol.1 (2001年2月21日、日本クラウン) Origin of hide yokosuka SAVER TIGER vol.2 (2001年2月21日、日本クラウン) |
| 6期 | 1986 ~ 1987  | KYO (ex.DEAD WIRE) | HIDE   | REM (ex.LAFERIA 現.ZIOHM,Insfeel) | TOKIHIKO (ex.ACE 後DEMENTIA-EMPEROR) | TETSU (ex.DEAD WIRE)     | Origin of hide yokosuka SAVER TIGER vol.1 (2001年2月21日、日本クラウン) Origin of hide yokosuka SAVER TIGER vol.2 (2001年2月21日、日本クラウン) |
| 7期 | 1998 ~ 2001  | TONY               | REM    | REM                               | JAM(JIMMY)                           | KOUSUKE(KILL with Power) | YOKOSUKA SAVER TIGER (1999年) |
| 8期 | 1998 ~ 2001  | HIDEYUKI           | REM    | REM                               | JAM(JIMMY)                           | KOUSUKE(KILL with Power) | UNDER THE VEIL (2000年12月10日) ライブCD (2001年7月21日、ライブ会場限定販売)                                                                    |

## HIDEの死後
HIDEの死後KYOとTETSUはHIDEの3rdアルバム『Ja,Zoo』の製作に参加したり、『hide TRIBUTE SPIRITS』にも参加したりした。REMは自身の自伝的意味合いの強いHIDEの追悼本「Pink Cloudy Sky―俺とhideと横須賀ロック・ストーリー」（1999年（平成11年）12月25日発行、バウハウス）を執筆した。REMの幼い頃からの生い立ち、数々の人との出会い、その中の1人HIDEとの思い出、歯科医と音楽の両立など実話に基づいたノンフィクションの書物である。これは当初HEADWAX唯一のオフィシャル本として発売する予定で、ここに書いてある事はすべて事実に基づいたREM本人の体験談だと事務所に認定してもらい、REM本人、事務所、出版社で時間をかけて真実の本を出そうという構想があった。巻末に協力で「株式会社ヘッドワックス オーガナイゼーション」と明記されている。ところが出版社の不手際で、REM本人や事務所になんの通達もなく、タイトルも表紙の写真も決定してあったモノと違い（「俺とhideと横須賀ロック・ストーリー」のサブタイトルは付かず「Pink Cloudy Sky」だけだった。また表紙は横須賀の曇り空をピンクに画像処理したものであった）本文の誤りや訂正箇所も修正しないまま本屋に並んでしまった。当然本人も事務所も寝耳に水で出版社を相手取って訴訟も辞さないというような問題に発展した。この本の決定的な誤りは本文前半添付写真の「REMの父親と母親」を「お世話になったhideのパパとママ」と表記した事。さらにその後、HIDEが在籍していたバンドとしての知名度が上がったことにより、日本クラウンより『Origin of hide yokosuka SAVER TIGER』が発売。その他海賊版もこの時期、多数出回った。

## ディスコグラフィ

### ソノシート
- SABER TIGER (1985年7月発売、EXPLOSION)

「DOUBLE CROSS」と「GOLD DIGGER」の2曲を収録

### VA
- HEAVY METAL FORCE III (1985年11月、EXPLOSION)

4曲目「VAMPIRE」で参加。
- Devil Must Be Driven Out with Devil (1986年、VAP)

SIDE Aの4曲目「Dead Angle」とSIDE Bの5曲目の「EMERGENCY EXPRESS」で参加。

### ライブアルバム
- Origin of hide yokosuka SAVER TIGER vol.1 (2001年2月21日、日本クラウン)

1986年10月5日 LIVE STATIONでのLIVEを収録
- Origin of hide yokosuka SAVER TIGER vol.2 (2001年2月21日、日本クラウン)

1986年12月26日 横浜7th AVENUEなどのLIVEを収録

### VHS
- Origin of hide yokosuka SAVER TIGER vol.3 (2001年2月21日、日本クラウン)

1986年1月31日に行われた鹿鳴館のLIVEを収録

### 再結成後

#### デモテープ
- YOKOSUKA SAVER TIGER (1999年)

1. HIDEBOUND WILDBEAST
2. 19
3. SPADY MADIK

#### シングル
- ライブCD (2001年7月21日、ライブ会場限定販売)

#### アルバム
- UNDER THE VEIL (2000年12月10日)

1. Curious
2. The VEIL
3. H&H
4. VITAL SIGN
5. Seawind & Sun
6. SUGAR-RAY

## 楽曲
- BLOODY WING（作詞：MICHAEL / 作曲：HIDE）
- Silent Love（作詞：MICHAEL / 作曲：NICK）
- HARD SPILIT（作詞：MICHAEL / 作曲：HIDE）※EMERGENCY EXPRESSの原曲
- CALL OF THE WILD（作詞:MICHAEL / 作曲:HIDE）
- EL SALVADOR（作詞：Angie/ 作曲：HIDE）※正しい曲名はRUIN CITY
- PRINCESS IN THE DARK（作詞：ROLLY / 作曲：HIDE）
- WE FUCK YOUR BRAIN!（作曲：HIDE）
- DEAD ANGLE（作詞：ROLLY (HIDE)[1] / 作曲：HIDE）
- EMERGENCY EXPRESS（作詞：ROLLY (HIDE)[1] / 作曲：HIDE）
- VAMPIRE（作詞：MICHAEL / 作曲：HIDE）
- DOUBLE CROSS（作詞：MICHAEL / 作曲：HIDE）
- DIRTY LIPS（作詞、作曲：HIDE）
- GOLD DIGGER（作詞：TAKK / 作曲：HIDE）
- FRACTURED MIRROR（作詞：ROLLY / 作曲：HIDE）
- SALUCOFAGOS（作曲：REM & HIDE）
- 19（作詞:KYO / 作曲：REM）
- SADISTIC EMOTION（作詞：KYO / 作曲：HIDE & REM）※SADISTIC DESIREの原曲
- SPADY MADIK（作詞：REM / 作曲：HIDE & REM）
- M.O.J (MOTHER OF JASON) （作曲：REM）
- HIDEBOUND WILDBEAST（作詞：OMI / 作曲：REM）
- Curious（作曲：REM）
- THE VEIL（作詞：OMI / 作曲：REM）
- H&H (Hit&Hip) （作詞：OMI / 作曲：REM）
- VITAL SIGN（作詞：OMI / 作曲：REM）
- Seawind & Sun（作曲：REM）
- SUGAR-RAY（作詞：KOHSUKE&REM / 作曲：REM）
- SWEEPER（作詞：OMI / 作曲：REM）
- KILLER"B"DISAPPEAR（作詞：REM / 作曲:REM）
- DETAIL（作詞：REM / 作曲：REM）
- MOON CHILD（作曲：REM）